# (2988) Korhonen
(2988) Korhonen ist ein Asteroid des Hauptgürtels, der am 1. März 1943 von der finnischen Astronomin Liisi Oterma in Turku entdeckt wurde.
Der Asteroid ist nach dem finnischen Astronomen Tapio Korhonen benannt.